# Tobias Haslinger
Tobias Haslinger (1er mars 1787 à Zell bei Zellhof, Oberösterreich – 18 juin 1842 à Vienne) est un éditeur de musique et un compositeur autrichien.

## Biographie

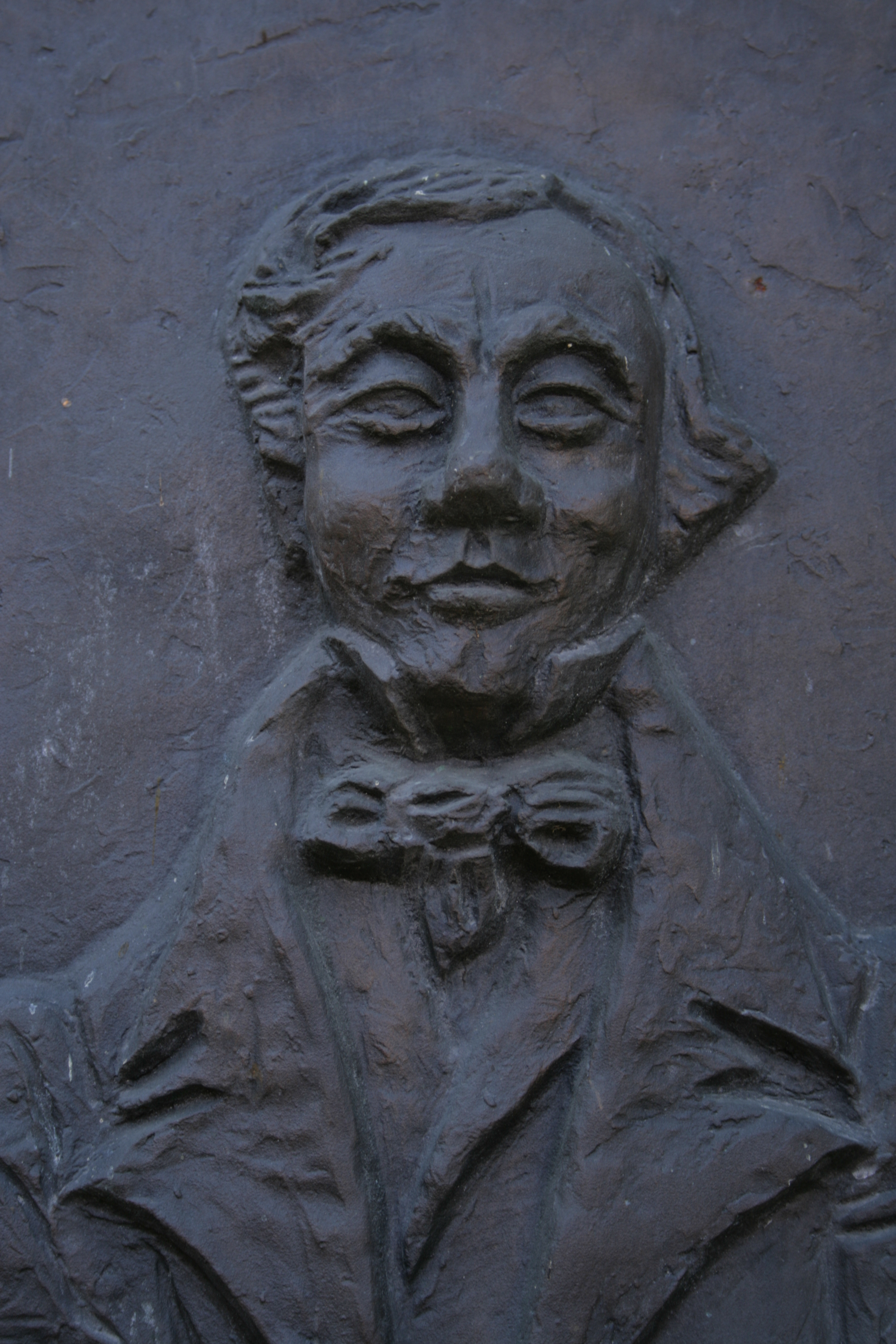
Tobias Haslinger, pierre commémorative sur sa maison natale à Bad Zell.

En tant qu'enfant de chœur à Linz il apprend plusieurs instruments et travaille aux côtés du kapellmeister Franz Xaver Glöggl.
Dès 1810, il vit à Vienne  d'abord en tant que comptable et plus en associé dans une boutique d'art de Sigmund Anton Steiner, dont il a repris les parts en 1826. Il dirige la maison d'édition, l'imprimerie et la gravure et en fait une entreprise à portée internationale. Il a publié des œuvres de Beethoven, Franz Schubert (le cycle de lieder Winterreise, composé en 1827, qu'Haslinger publie pendant l'année 1828), Louis Spohr, Johann Nepomuk Hummel, Josef Mayseder, Ignaz Moscheles, Carl Maria von Weber, Mozart, Carl Czerny, Muzio Clementi ainsi que les œuvres complètes de Johann Strauss.
En 1821 Ludwig van Beethoven lui dédie la plaisanterie musicale « O Tobias! » WoO (Werk ohne Opus) 182, un Canon à trois voix.
Tobias Haslinger est également actif en tant que compositeur.
Après sa mort, son fils Carl dirige la maison d'édition sous le nom de Carl Haslinger quondam Tobias avec succès. Il publie notamment les œuvres des frères Johann et Josef Strauss.
Depuis 1894, Tobias Haslinger est honoré par une ruelle dans les arrondissements 16 et 17 de Vienne sous le nom d'Haslingergasse.

## Archives
La correspondance de Tobias Haslinger est détenue par l'éditeur de musique Peters de Leipzig et déposée aux Archives d'État de Leipzig.